# Zonal
 (février 2023).
Si vous disposez d'ouvrages ou d'articles de référence ou si vous connaissez des sites web de qualité traitant du thème abordé ici, merci de compléter l'article en donnant les références utiles à sa vérifiabilité et en les liant à la section « Notes et références ».
L'adjectif zonal fait référence à une direction cardinale est-ouest, c'est-à-dire « le long d'un cercle de latitude. » On peut dès lors parler, dans un contexte météo, de la circulation zonale (des vents, des courants, etc.) Dans un sens plus restreint, « zonal » désigne une portion limitée en latitude sur une région particulière d'un méridien (par exemple, la circulation zonale d'une cellule convective, d'un jet, etc.)
La composante zonale des champs vectoriels est traditionnellement la première[pas clair].